# Амат ди Сан Филиппо и Сорсо, Луиджи
Луиджи Амат ди Сан Филиппо и Сорсо (итал. Luigi Amat di San Filippo e Sorso; 20 июня 1796, Синнаи, Сардинское королевство — 30 марта 1878, Рим, королевство Италия) — итальянский куриальный кардинал и папский дипломат. Титулярный архиепископ Никеи с 9 апреля 1827 по 19 мая 1837. Апостольский нунций в королевстве Обеих Сицилий с 24 апреля 1827 по 13 ноября 1832. Апостольский нунций в Испании с 13 ноября 1832 по 1835. Апостольский легат в Равенне с 19 декабря 1837 по 26 декабря 1843. Префект экономии Священной Конгрегации Пропаганды Веры с 26 декабря 1843 по 22 декабря 1846. Апостольский легат в Болоньи с 22 декабря 1846 по 28 октября 1848. Вице-канцлер Святой Римской Церкви с 27 сентября 1852 по 30 марта 1878. Камерленго Священной Коллегии Кардиналов с 7 марта 1853 по 7 апреля 1854. Архипресвитер патриаршей Либерийской базилики с 21 сентября 1867 по 30 марта 1878. Вице-декан Священной коллегии кардиналов с 8 октября 1870 по 12 марта 1877. Декан Священной коллегии кардиналов с 12 марта 1877 по 30 марта 1878. Префект Священной Конгрегации церемониала с 12 марта 1877 по 30 марта 1878. Кардинал-священник с 19 мая 1837, с титулом церкви Санта-Мария-ин-Виа со 2 октября 1837 по 15 марта 1852. Кардинал-епископ Палестрины с 15 марта 1852 по 8 октября 1870. Кардинал-епископ Порто и Санта-Руфины с 8 октября 1870 по 12 марта 1877. Кардинал-епископ Остии с 12 марта 1877.